# Rudnik nad Sanem (gmina)
Rudnik nad Sanem (do końca 1997 r. gmina Rudnik) – gmina miejsko-wiejska w województwie podkarpackim, w powiecie niżańskim. W latach 1975–1998 gmina położona była w województwie tarnobrzeskim.
Siedziba gminy to Rudnik nad Sanem.
Według danych z 31 grudnia 2020 gminę zamieszkiwało 10 076 osób.

## Struktura powierzchni
Według danych z roku 2002 gmina Rudnik nad Sanem ma obszar 78,71 km², w tym:
- użytki rolne: 45%
- użytki leśne: 45%

Gmina stanowi 10,02% powierzchni powiatu.

## Demografia

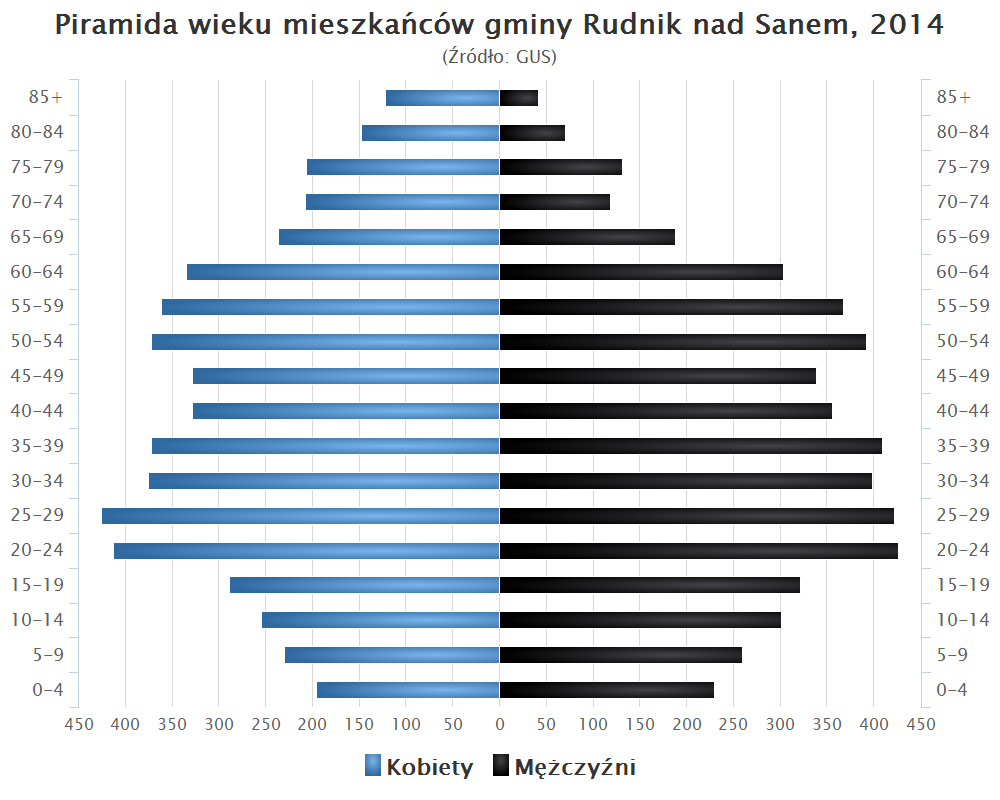
Piramida wieku mieszkańców gminy Rudnik nad Sanem w 2014 roku

Liczba ludności (dane z 31 grudnia 2020):
|        | Ogółem | Ogółem | Kobiety | Kobiety | Mężczyźni | Mężczyźni |
| osób   | %      | osób   | %       | osób    | %         |           |
| ------ | ------ | ------ | ------- | ------- | --------- | --------- |
| Ogółem | 10 176 | 100    | 5065    | 49,77   | 5111      | 50,23     |
| Miasto | 6777   | 66,60  | 3400    | 33,41   | 3377      | 33,19     |
| Wieś   | 3399   | 33,40  | 1665    | 16,36   | 1734      | 17,04     |

▶Wieś vs ▶miasto
Ogółem (▶k, ▶m)
Miasto (▶k, ▶m)
Wieś (▶k, ▶m)

## Podział administracyjny

### Miejscowości
Miasta: Rudnik nad Sanem
Wsie: Chałupki, Kopki, Przędzel

### Sołectwa i osiedla
Sołectwa: Chałupki, Kopki, Przędzel, Przędzel-Kolonia.
Osiedla: Na terenie miasta Rudnik nad Sanem utworzono 6 osiedli

## Sąsiednie gminy
Jeżowe, Krzeszów, Nisko, Nowa Sarzyna, Ulanów